# 201 (număr)
201 (două sute unu) este numărul natural care urmează după 200 și precede pe 202 într-un șir crescător de numere naturale.

## În matematică
201:
- Este un număr impar.
- Este un număr compus.[1]
- Este un număr semiprim.[2][3]
- Este un număr deficient.[4][5]
- Este un număr Blum[6][7] deoarece divizorii săi sunt numere prime gaussiene.
- Este un număr harshad.[8][9]
- Este un 15-gonal.[10][11]
- Este un 68-gonal.[12]
- Este un număr octaedric trunchiat.[13]

## În știință

### În astronomie
- Obiectul NGC 201 din New General Catalogue este o galaxie spirală cu o magnitudine 12,9 în constelația Balena.
- 201 Penelope este un asteroid mare din centura principală.
- 201P/LONEOS este o cometă periodică din sistemul nostru solar.